# Dana Hábová
Dana Hábová (* 4. dubna 1951 Praha) je česká tlumočnice a překladatelka.
Čeští televizní diváci ji znají jakožto dlouholetou spolupracovnici České televize, kde pravidelně vystupuje jako simultánní tlumočnice z angličtiny. Kromě toho také, mimo jiné, pracuje jako překladatelka divadelních her, literárních děl, filmových dialogů a titulků k zahraničním filmům.
V roce 2007 byla nominována na Cenu Josefa Jungmanna, což je ocenění nejlepších českých překladatelů roku, cenu získala za překlad díla Woodyho Allena Čirá anarchie.